# 強弱法
強弱法是用來表示一些特定音符在演奏时的強弱程度。

## 強弱符號
兩個用來表示相對強弱程度的基本符號是：
- p —意大利語  的縮寫，表示弱
- f —意大利語  的縮寫，表示強

在這兩個基本符號以上建立的另外一些符號包括：
- mp —意大利語  的縮寫，表示中等偏弱（中弱）
- mf —意大利語 mezzo-forte 的縮寫，表示中等偏強（中強）

疊用p和f，可以衍生出以下符號：
- pp —意大利語  的縮寫，表示非常弱
- ff —意大利語  的縮寫，表示非常強
- ppp —意大利語  的縮寫，表示極弱
- fff —意大利語  的縮寫，表示極強

常用的強弱符號中，強弱的次序如下：
| ppp | pp | più p | p | mp | mf | f | più f | ff | fff |
| 弱  |    |       |   |    |    |   |       |    | 強  |

建基於以上的pianissimo和fortissimo，曾有音樂家拓展至ffffffff（ 的縮寫）和pppppppp（ 的縮寫），雖然如此，但其實只是為了製造出氣氛，若是真的要演奏這種強弱則不太可能，因為ffffffff的演奏強度會使打擊類樂器或是部分弦樂器損壞或使其縮減使用年限。

## 突變符號
另外，有一些符號是用來針對某一個音符：
- sfz —意大利語 subito forzando 或 sforzando 的縮寫，表示對這個音符突別加強
- sfp —意大利語 subito forzando-piano 或 sforzando-piano 的縮寫，表示在對這個音符突別加強後立即會到弱

## 漸變符號
以下三個意大利語符號常用於表示音強的漸變：
- crescendo（簡作 cresc.）：漸強
- decrescendo（簡作 decresc.）：漸弱
- diminuendo（簡作 dim.）：漸弱

此外，「＜」與「＞」符號也用於表現音強的漸變。向右開口的「＜」表示漸強，向左開口的「＞」表示漸弱。以下譜表中，音樂起以中強音，然後漸強，最後漸弱。

## 其他文字符號
- al niente：漸弱至到無聲
- calando：漸弱
- perdendo 或 perdendosi：漸弱至無聲
- morendo：漸弱至無聲
- marcato：突強
- sotto voce：低聲地
- in rilievo：代表某一個樂器的音量比其他突出